# India Martínez
India Martínez (n. 13 octombrie 1985, Córdoba, Andaluzia, Spania) este o cântăreață spaniolă.
După ce a lansat primele două albume și a fost nominalizată ca cea mai bună artistă la Latin Grammys în 2009, ea semnează un contract cu Sony Music și produce următoarele albume sub această etichetă: toate înregistrările ei intră în topurile din Spania, Te Cuento un Secreto (2016) ajunge și pe prima poziție în țara iberică.
În 2015 a câștigat premiul Goya pentru cea mai bună melodie cu piesa Niño sin Miedo, din coloana sonoră a filmului El Niño, regizat de Daniel Monzón.
De curând a reușit să facă o colaborarea cu Andra, una dintre cele mai îndrăgite cântărețe din România. Melodia se numește „El Vuelo” și se anunță a fi hitul verii 2023.

## Discografia
Albume de studio
- 2004 – Azulejos de Lunares;
- 2009 – Despertar;
- 2011 – Trece Verdades;
- 2012 – Otras Verdades;
- 2013 – Camino De La Buena Suerte;
- 2014 – Dual;
- 2016 – Te Cuento un Secreto.